# هوغو فوغل (لاعب كرة قدم)
هوغو فوغل (بالفرنسية: Hugo Vogel) هو لاعب كرة قدم فرنسي في مركز الدفاع، ولد في 4 يناير 2004 في Pierre-Bénite ‏ في فرنسا.

## وصلات خارجية
- هوغو فوغل على موقع الاتحاد الأوربي (الإنجليزية)
- هوغو فوغل على موقع قاعدة بيانات كرة القدم.إي يو (الإنجليزية)
- هوغو فوغل على موقع Soccerway.com (الإنجليزية)